# Victims of this Fallen World
Victims of this Fallen World è il terzo album in studio del gruppo death metal canadese Kataklysm, pubblicato nel 1998.

## Tracce
1. As My World Burns – 5:41
2. Imminent Downfall – 4:31
3. Feared Resistance – 3:54
4. Caged In – 3:36
5. Portraits of Anger – 2:51
6. Extreme to the Core – 2:43
7. Courage Through Hope – 4:19
8. A View from Inside – 5:13
9. (God)head – 4:45
10. Embracing Europa – 3:44
11. I Remember – 3:42
12. World of Treason II (Instrumental) – 4:10

## Formazione
- Maurizio Iacono  – voce
- Jean-François Dagenais – chitarra
- Stephane Barbe – basso
- Max Duhamel – batteria